# CAD利用技術者試験
CAD利用技術者試験（キャドりようぎじゅつしゃしけん）とは、一般社団法人コンピュータ教育振興協会が主催するCADオペレータに関する試験である。

## 概要

### 受験級
- 2次元1級(建築/機械/トレース)
- 2次元2級 (CBT)
- 2次元基礎 (IBT)
- 3次元1級
- 3次元準1級
- 3次元2級 (CBT)

### 受験料
- 2次元1級/3次元1級 - 15,000円
- 3次元準1級 - 10,000円
- 3次元2級 - 7,000円
- 2級 - 5,500円
- 基礎 - 4,000円

(いずれも消費税込み)

### 試験日
- 1級　：　6月下旬、11月中旬
- 3次元1級、3次元準1級、3次元2級：　7月中旬、12月中旬
- 2級、基礎　：　CBT のため随時